# Pachycnemia dilutior
Pachycnemia dilutior är en fjärilsart som beskrevs av Wagner. Pachycnemia dilutior ingår i släktet Pachycnemia och familjen mätare. Inga underarter finns listade i Catalogue of Life.